# ゲオルク・ヴェンカー

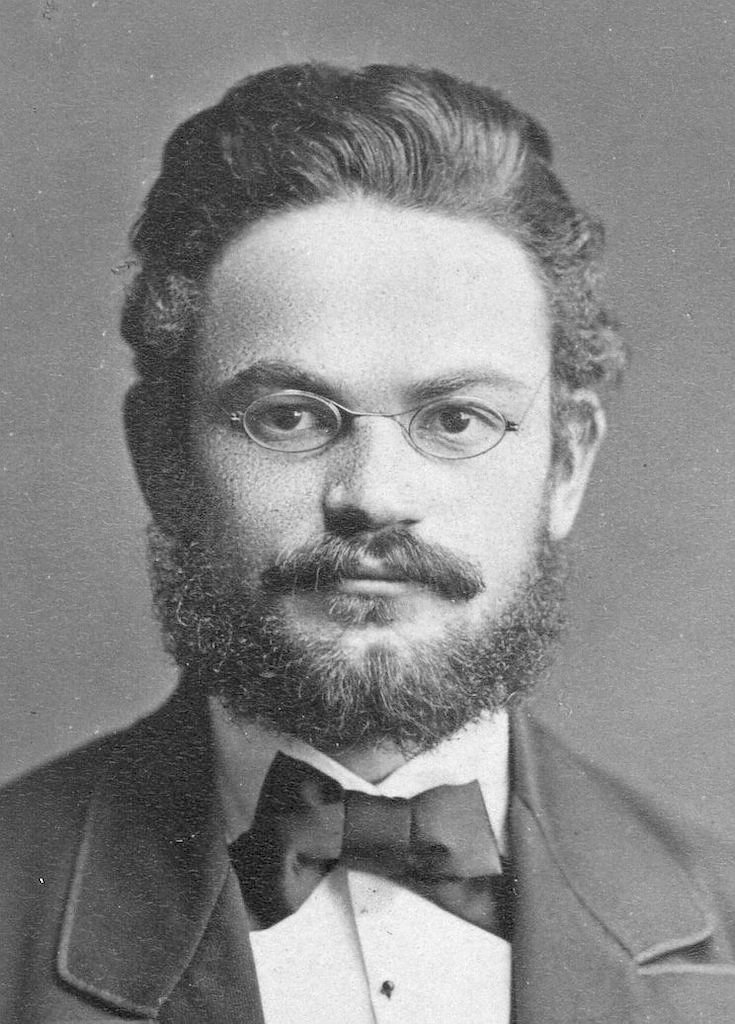
ゲオルク・ヴェンカー (1878年)

ヨハン・アルノルト・ゲオルク・ヴェンカー（Johann Arnold Georg Wenker、1852年2月25日 - 1911年7月17日）はドイツの言語学者。言語地理学の草分けとして知られる。

## 生涯
ヴェンカーはデュッセルドルフで生まれた。1872年からチューリッヒ大学、ボン大学、マールブルク大学で学び、1876年にテュービンゲン大学の博士の学位を取得した。1877年からマールブルク大学図書館員として働いた。
1886年にヘントの王立フラマン語学文学アカデミーはヴェンカーを国外名誉会員に選出した。
1888年にマールブルク大学のドイツ語研究所が国営化され、ヴェンカーはその初代所長に就任した。
1911年にマールブルクで没した。

## 言語調査
1876年、ヴェンカーは生まれ故郷であるデュッセルドルフ近辺の学校あてに質問状を手紙で送り、標準ドイツ語で書かれた42の文に対して、その土地の方言でどう言うかを調査した。調査結果をもとに翌年ヴェンカーはラインラントの言語地図を出版し、もっとも重要な等語線であるベンラート線およびユルディンゲン線の存在を指摘した。その後ヴェンカーは質問状の内容を改良してドイツ語圏の他の地域にも送り、最終的には44,251の回答を得た。ヴェンカーは調査結果を2つの地図帳にまとめ、1881年に『ドイツ国言語地図 (Sprachatlas des Deutschen Reiches)』の題で出版した。
ヴェンカーの没後もマールブルク大学で調査が継続され、主にフェルディナント・ヴレーデ (de:Ferdinand Wrede) によって編集された『ドイツ言語地図』（ (de:Deutscher Sprachatlas) 、略称DSA。1926年に第1巻）として出版されている。しかしながら量が膨大になるため、完全な形で出版されることはなかった。21世紀にはいり、すべてのデータをインターネット上に公開する努力がマールブルク大学のドイツ言語地図研究センターによって進められている。
質問状を送る調査方法は間接調査法といい、方言の発音が正確に得られない制約があった。後にスイスのジュール・ジリエロンは現地を訪れてフィールドワークを行う直接調査法を実行した。